# S.K. Ali
Œuvres principales
- Saint and Misfits
- L'Amour de A à Z

Compléments
skalibooks.com
Sajidah « SK » Ali est un autrice canadienne de livres pour la jeunesse. 
Elle est notamment connue pour son œuvre Saints & Misfits, qui raconte l'histoire d'une jeune hijabi arabo-américaine qui tente de s'en sortir après avoir été agressée sexuellement. Elle a reçu le prix Asian/Pacific American pour ce roman qui est aussi son premier.

## Biographie
S.K. Ali est née dans le sud de l'Inde et déménage à l'âge de trois ans avec sa famille au Canada. Elle apprend le français à l'école et écrit ses premières histoires.
Elle détient un diplôme en création littéraire de l'Université York. En plus de l'écriture, Ali travaille également comme enseignante et a écrit des articles pour le Toronto Star et NBC News,. Elle parle de Judy Blume comme l'une de ses plus grandes inspirations pour sa carrière d'écrivaine. Elle est également très engagée auprès de la communauté musulmane dont elle fait partie. En janvier 2017, elle crée le hashtag #MuslimShelfSpace afin de mettre l'accent sur les livres écrits par des auteurs musulmans.
En 2017 sort son premier roman, Saints & Misfits, qui raconte l'histoire de Janna Yusuf, une jeune hijabi arabo-américaine qui tente de s’en sortir après avoir été agressée sexuellement par un de ses amis à la mosquée.
S.K. Ali est amie avec d'autres écrivaines musulmanes, dont Ausma Zehanat Khan et Uzma Jalaluddin, avec lesquelles elles partagent autour de l’écriture et des problématiques de représentation au sein de la littérature notamment du Young adult.
En 2022, son roman L'amour de A à Z est traduit en français par les éditions Akata dans leur collection Young Novel. La sortie de cette traduction fait l'objet d'une polémique. En effet, dans le texte original, l'expression « Prophet Muhammad » a été traduite en français par « Prophète Mahomet », qui est une expression de moins en moins utilisée par les personnes de confession musulmane, et qui est controversée. Alertés sur ce point, les éditions Akata présentent leurs excuses et proposent une nouvelle traduction du texte.
Elle vit actuellement[évasif] avec sa famille à Toronto.

## Œuvre
Romans
- * (en) Saints & Misfits, Simon & Schuster, 2017
- L'Amour de A à Z, 2022 ((en) Love from A to Z, Simon & Schuster, 2019), trad. Thaïs Cesto
- (en) Misfit in Love, 2021
- (en) Fledgling: The Keeper’s Records of Revolution, 2024

Album
- (en) The Proudest Blue, co-écrit avec Ibtihaj Muhammad, illustré par Hatem Aly (Little, Brown, 2019)

Histoires courtes
- Dans Hungry Hearts: 13 Tales of Food & Love (Simon Pulse, 2019)
- Dans Once Upon an Eid : Don'ut Break Tradition (Amulet, 2020)

## Prix
Remporté
- Prix 2017 de la littérature asiatique / pacifique pour jeunes adultes Saints and Misfits [8]

Nommé
- 2018 : William C. Morris YA Debut Award pour Saints and Misfits [9]